# 35-й Нью-Йоркский пехотный полк
35-й Нью-Йоркский добровольческий пехотный полк (англ. 35th New York Volunteer Infantry Regiment),  — один из пехотных полков армии Союза во время Гражданской войны в США. Полк был сформирован в июне 1861 года, прошёл все сражения на Востоке от Второго сражения при Булл-Ран до чанселорсвиллской кампании. Полк был расформирован 5 июня 1863 года из-за истечения сроков службы, часть его рядовых перешла в 80-й Нью-Йоркский пехотный полк.

## Формирование
Роты полка были набраны в мае 1861 года и сведены в полк в Эльмире. Выборы офицеров прошли 25 мая (согласно приказу № 225) и 11 июня (приказ № 264), и в результате полковником был выбран Уильям Браун, подполковником Стивен Поттер, и майором Ньютон Лорд. 10 июля роты и офицеры были приняты на службу в армию США сроком на два года (начиная с 11 июля 1861). Рядовым были выданы мушкеты образца 1842 года.
Шесть рот полка были набраны в округе Джефферсон, отчего полк получил название "Jefferson county regiment".

## Боевой путь
Полк покинул Элтмиру в 11 июля в 13:00, отправился в Вашингтон, прибыл туда 13 июля и встал лагерем на Меридиан-Хилл. 23 июля был получен приказ поступить в распоряжение генерала Макдауэлла. На этот момент полк насчитывал 688 человек. 
27 июля несколько нью-йоркских полков были сведены в бригаду, которую возглавил Эндрю Портер. 2 августа полковник Браун и подполковник Поттер уволились, майор Лорд стал полковником, а капитан Бредли Уинслоу - подполковником. В октябре полк стоял на Лисбергской дороге и был включён в бригаду Джеймса Уодсворта (2-ю бригаду дивизии Макдауэлла).
В январе полк вместо старых мушкетов получил австрийские винтовки калибра .54. В том же месяце полковник Лорд был отдан Уодсвортом под трибунал за неподчинение, был признан виновным, но остался на своей должности.
В марет 1862 года были сформированы корпуса Потомакской армии. Бригада Уодсворта стала 2-й бригадой 3-й дивизии I корпуса Потомакской армии. 17 марта командование бригадой принял Марсена Патрик.
В мае полк участвовал в наступлении корпуса Макдауэлла на Ричмонд и около трёх недель простоял около Фредериксберга. 26 июня была сформирована Вирджинская армия и бригада Патрика стала частью дивизии Кинга (в 3-м корпусе Вирджинской армии). 9 августа полк не успел принять участия в сражении при Кедровой Горе, 21 - 23 августа участвовал в перестрелках у бродов реки Раппаханок, после чего Томас Джексон вышел в тыл Вирджинской армии и дивизия Кинга была брошена на его перехват. Это привело к бою у Гроветона 28 августа, в котором из всей дивизии Кинга участвовала только бригада Гиббона. 29 августа полк провёл в манёврах, и был введён в бой только 30 августа, на третий день Второго сражения при Булл-Ран.